# ポジティブサラダバー
ポジティブサラダバーとは、楽天技術研究所の森正弥が、チームの生産性をあげるために考案した組織コミュニケーションの手法。人がなぜ仕事をしたいのか？ について、仕事の内容やあるいは報酬・対価にその理由を求めるのではなく、仕事を通して得たいポジティブな気持ちが満たされるとわかったときに強くモチベーションが湧くと考える。そして、その得たい気持ちとは何か？ について考察したり、チームでその考察を共有することで、よりよいチーム運営に関してのヒントを見出していく。チーム運営をサラダバーのサラダを揃えることになぞらえている。
森正弥氏は、とあるビュッフェバイキングのサラダバーでのプロジェクトメンバとの会話からこの手法の着想を得たとのこと。
『図解入門ビジネス 最新会議運営の基本と実践がよーくわかる本』（2007年 吉澤 準特）にて紹介されている。